# Piotr Baron (saksofonista)
Piotr Milwiw-Baron (ur. 5 stycznia 1961 we Wrocławiu) – polski saksofonista jazzowy, kompozytor i pedagog. Od wielu lat zajmuje czołowe miejsca w ankiecie „Jazz Top” pisma „Jazz Forum” w kategorii saksofonu tenorowego i sopranowego. Jest też notowany jako alcista i barytonista.

## Życiorys
Piotr Baron urodził się 5 stycznia 1961 we Wrocławiu w rodzinie polskiego lekarza, pisarza i oficera rodem ze Lwowa Adama Barona (ur. 1924 – zm. 1977) oraz Marleny Milwiw – polskiej aktorki (ur. 1931 - zm. 2025).

### Kariera muzyczna
Jest absolwentem Akademii Muzycznej im. Karola Lipińskiego we Wrocławiu.
Debiutował w 1977. W 1978 został wyróżniony, jako solista na festiwalu Jazz nad Odrą. W 1980 otrzymał drugą nagrodę na tym samym festiwalu. W 1984 wygrał solistyczne Grand Prix na festiwalu San Sebastián „Jazz Aldia” w Hiszpanii.
Wziął udział w nagraniu około 100 płyt (m.in. z Artem Farmerem, Eddiem Hendersonem, Victorem Lewisem i Johnem Hicksem). Jest twórcą dziesięciu autorskich przedsięwzięć: Take One (1995), Tango (1996), Blue Rain (1997), Bogurodzica (2000), Reference (2004) – album nagrany w Nowym Jorku oraz Salve Regina (2007) - płyta nagrana w Pasadenie, na której obok Piotra grają Amerykanie: Ishmael „Wadada” Leo Smith – trąbka, Darek „Oles” Oleszkiewicz – kontrabas i Marvin „Smitty” Smith – perkusja. Kolejnym albumem jest Sanctus, Sanctus, Sanctus (2008), nagrany w listopadzie 2007 wraz z Michałem Tokajem, Michałem Barańskim, Łukaszem Żytą oraz specjalnymi gośćmi: Natalią Niemen, Mieczysławem Szcześniakiem, Piotrem Wojtasikiem i Tomasem Celis Sanchezem, Kaddish (2011), Jazz na Hrade (2012), Wodecki Jazz (2019).

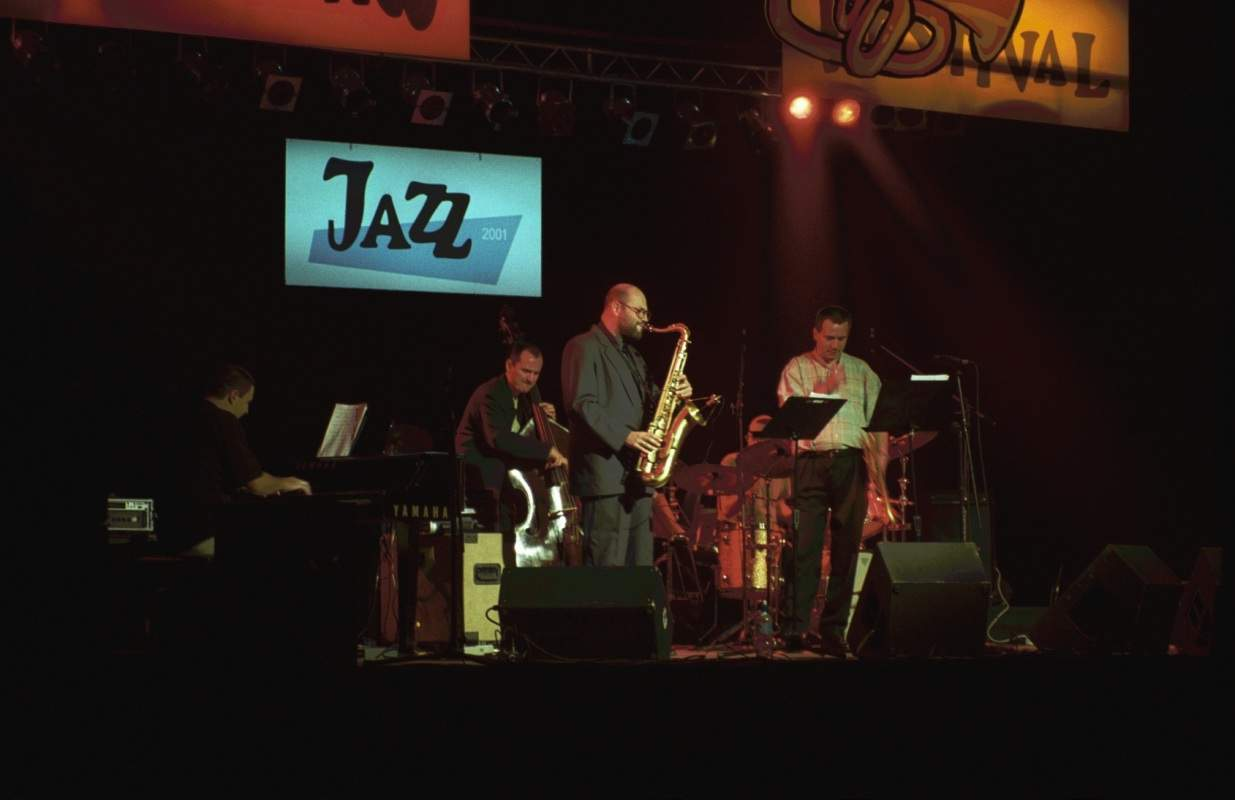
Traveling Birds Quintet (2001)

W roku 1998 był koncertmistrzem (pierwszy saksofon altowy) orkiestry EBU Big Band w Sztokholmie. Brał udział w szeregu przedsięwzięć z pogranicza jazzu i muzyki poważnej, m.in. w seriach „Monady” Cezarego Duchnowskiego, poemacie symfonicznym „Sceny z Macondo” Jacka Niedzieli-Meiry lub suicie „Looking for Balance” Krzysztofa Herdzina.
Był współzałożycielem zespołu Traveling Birds Quintet. Obecnie jest liderem tria, kwartetu i kwintetu. Ponadto współpracuje z czołowymi europejskimi grupami jazzowymi (m.in. Piotr Wojtasik Group, Jaromir Honzak Quartet East).
Komponował muzykę dla teatrów (m.in. Wrocławski Teatr Lalek, Narodowy Teatr Stary w Krakowie, Słupski Teatr Dramatyczny, Wrocławski Teatr Współczesny).

### Działalność pedagogiczna, naukowa i publicystyczna
Pracował jako nauczyciel i wykładowca saksofonu, harmonii jazzowej i improwizacji w Instytucie Jazzu Państwowej Wyższej Szkoły Zawodowej w Nysie, we Wrocławskiej Szkole Jazzu i Muzyki Rozrywkowej, a także na Kierunku Jazz IKSM Uniwersytetu Zielonogórskiego.
Prowadził otwarte wykłady jazzowe w USA na University Of California Irvine, California Institute Of The Arts in Valencia, w Turcji na Ankara Bilkent University, w Austrii na Kunst Universitaet Graz, uczył na letnich warsztatach jazzowych w Pradze, we Lwowie i wielu miastach Polski.
Od 1994 do 2011 prowadził autorski program w Polskim Radio Wrocław, a od 2012 do dziś w radioJAZZ.fm. Recenzent i publicysta (m.in „Jazz Forum”), autor kilkunastu publikacji naukowych.
Od grudnia 2015 do sierpnia 2018 pracował w Ministerstwie Kultury i Dziedzictwa Narodowego jako doradca podsekretarza stanu i zastępca dyrektora departamentu.
Wszedł w skład komitetu wspierającego kandydaturę Karola Nawrockiego na prezydenta RP w wyborach w 2025.

### Praca zarządcza
Od września 2018 do listopada 2024 był dyrektorem Polskiej Orkiestry im. Jerzego Semkowa Sinfonia Iuventus. Z tej pozycji został odwołany z dniem 22 listopada 2024 przez Ministerstwo Kultury i Dziedzictwa Narodowego z powodu naruszenia przepisów ustawy o finansach publicznych oraz ustawy o wynagradzaniu osób kierujących niektórymi podmiotami prawnymi.

## Nagrody
W uznaniu swojej pozycji i zasług Piotr Baron został artystą firmowym Cannonball Musical Instruments, Drake Mouthpieces i D’Addario Woodwinds.
Od ćwierćwiecza w ścisłej czołówce ankiety „Jazz Top” magazynu „Jazz Forum”, zwycięzca tejże w roku 2015, w kategorii saksofon barytonowy.
Nominowany do nagrody „Fryderyk” jako muzyk roku w 2000, 2004 i 2009, a w kategorii płyta roku nominację otrzymały „Bogurodzica” i „Sanctus, Sanctus, Sanctus”.
Na trzydziestolecie pracy artystycznej Piotr Baron został odznaczony Brązowym Medalem „Zasłużony Kulturze Gloria Artis” oraz Honorową Odznaką Polskiego Stowarzyszenia Jazzowego.
W 2018 został odznaczony Srebrnym Medalem „Zasłużony Kulturze Gloria Artis”.

## Wybrana dyskografia
Źródło:.
- Take One (1995)
- Tango (1996)
- Blue Rain (1997)
- Bogurodzica (2000)
- Reference (2004)
- Salve Regina (2007)
- Sanctus, Sanctus, Sanctus (2008)
- Kaddish (2011)
- Jazz na Hrade (2012)
- Wodecki Jazz (2019)

## Życie prywatne
Jest ojcem gitarzysty i kompozytora, członka zespołu Afromental – Aleksandra Milwiw-Barona, oraz Adama Milwiw-Barona, multiinstrumentalisty, grającego m.in. w zespole Pink Freud na trąbce.